# 河嶋康太
河嶋 康太（かわしま こうた、1985年10月26日 - ）は、日本のラグビーユニオン選手。

## プロフィール
- 大阪府出身。
- ポジションはロック(LO)。
- 身長 189cm、体重 105kg
- 国体埼玉県代表チームに選ばれたことがある[1]。

## 略歴
2004年、太成学院大高校卒業後、京都産業大学に入る。
2008年、京都産業大学卒業後、セコムラガッツに加入。
2009年、近鉄ライナーズに加入。同年9月26日に行われたジャパンラグビートップリーグ第4節のサントリーサンゴリアス戦に途中出場で公式戦初出場を果たした。
2017年、近鉄ライナーズを退団した。